# رئالس د کامپس
رئالس د کامپس (به اسپانیایی: Roales de Campos) یک شهرستان در اسپانیا است که در استان وایادولید واقع شده‌است.